# Karl Bocek
Karl Bocek (* 12. Juni 1911 in Wien; † 2. Dezember 2000 in Klosterneuburg) war ein österreichischer Politiker der Österreichischen Volkspartei (ÖVP).

## Ausbildung und Beruf
Nach dem Besuch der Pflichtschulen machte er die Matura. Anschließend begann er ein Maschinenbaustudium, das er allerdings abgebrochen hat. Später begann er das Studium der Rechte, das er ebenfalls, diesmal durch Kriegsereignisse bedingt, abbrechen musste. Später wurde er Bundesbeamter und 1972 Regierungsrat.

## Politische Funktionen
- 1946: Fürsorgerat und Gewerkschaftssekretär
- 1951: Bezirksrat

Außerdem war er Obmannstellvertreter im Landesvorstand Wien.

## Politische Mandate
- 23. November 1973 bis 2. Juni 1978: Mitglied des Bundesrates (XIII. und XIV. Gesetzgebungsperiode), ÖVP